# Drawn from Memory
Pour le film d'animation, voir Drawn from Memory (film)
Albums de Embrace
The Good Will Out
(1998) If You've Never Been
(2001)
Drawn From Memory est le deuxième album studio du groupe de rock anglais Embrace, mis en vente le 27 mars 2000. Le premier single extrait de l'album, Hooligan, est chanté par le guitariste du groupe, Richard McNamara.

## Liste des pistes
1. The Love It Takes
2. You're Not Alone
3. Save Me
4. Drawn From Memory
5. Bunker Song
6. New Adam New Eve
7. Hooligan (chant: Richard McNamara)
8. Yeah You
9. Liars Tears
10. I Wouldn't Wanna Happen To You
11. I Had A Time